# 兵庫県道242号辻福田線
兵庫県道242号辻福田線（ひょうごけんどう242ごう つじふくだせん）は、兵庫県豊岡市を通る一般県道である。

## 概要
豊岡市辻から豊岡市福田に至る。

### 路線データ
- 起点：豊岡市辻（兵庫県道1号日高竹野線交点）
- 終点：豊岡市福田（福田西交差点、国道178号交点）
- 総延長：6.371 km

## 地理

### 通過する自治体
- 豊岡市

### 交差する道路
| 交差する道路            | 交差する場所 | 交差する場所        |
| ----------------------- | ------------ | ------------------- |
| 兵庫県道1号日高竹野線   | 辻           | 起点                |
| 兵庫県道713号豊岡日高線 | 宮井         |                     |
| 国道178号               | 福田         | 福田西交差点 / 終点 |

### 沿線
- JR西日本山陰本線・北近畿タンゴ鉄道宮津線 豊岡駅（終点付近）